# Tropidosteptes rufusculus
Tropidosteptes rufusculus är en insektsart som först beskrevs av Knight 1923.  Tropidosteptes rufusculus ingår i släktet Tropidosteptes och familjen ängsskinnbaggar. Inga underarter finns listade i Catalogue of Life.